# Marcação
Marcação is een gemeente in de Braziliaanse deelstaat Paraíba. De gemeente telt 7.606 inwoners (schatting 2009).

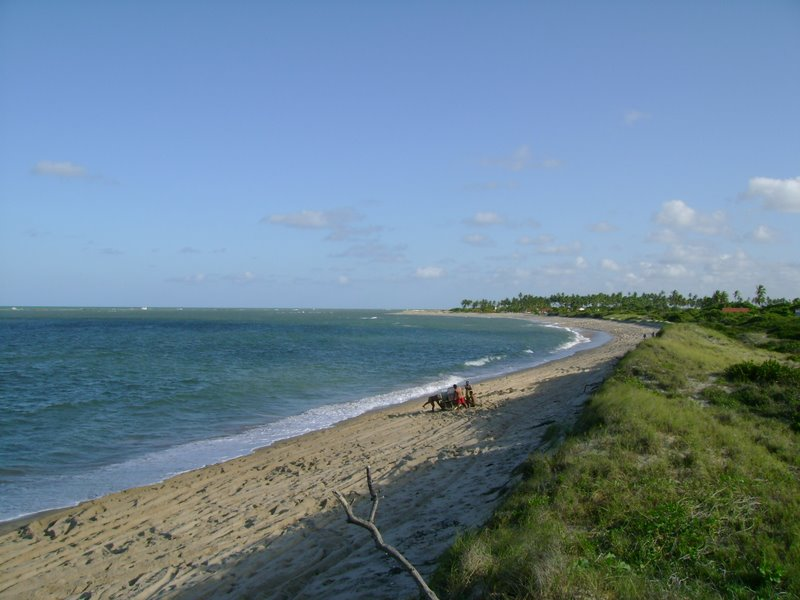
Strand van Coqueirinho in de gemeente Marcação